# Krasnoznamenskij rajon
Il Krasnoznamenskij rajon (in russo Краснознаменский район?) è un rajon dell'Oblast' di Kaliningrad, nella Russia europea; il capoluogo è Krasnoznamensk.